# ریچارد توسی
ریچارد توسی (انگلیسی: Richard Tousey; ۱۸ مهٔ ۱۹۰۸ – ۱۵ آوریل ۱۹۹۷) ستاره‌شناس اهل ایالات متحده آمریکا بود.
وی همچنین برندهٔ جوایزی همچون جایزه چارلز استارک دراپر، نشان هنری دراپر، و مدال ادینگتون شده‌است.